# Barbanella
Barbanella è un quartiere della città di Grosseto, in Toscana.

## Storia
Il toponimo Barbanella si riferiva sin dall'epoca medievale a una porzione di territorio posta sulla riva orientale dell'ex lago Prile, a nord-ovest della città di Grosseto; il nome deriverebbe proprio dalle condizioni del terreno e dal tipo di vegetazione, dal greco barboreos, che significa pantano o acquitrino. La prima testimonianza della località è in un documento dell'8 maggio 1222, dove è fatta menzione di un «campum positum in contrada que dicitur piscina Barbione». Il comune di Grosseto stava attraversando alla metà del XIII secolo un periodo di relativa floridezza, con significativi rinnovamenti in ambito urbanistico ed economico, e l'area tra le località di Barbanella, Rugginosa e il lago Boccio venne suddivisa in appezzamenti da destinare agli immigrati che avessero fatto richiesta della cittadinanza grossetana; alle assegnazioni del 1244 e del 1254 fece seguito la realizzazione della fossa del Comune, che raccoglieva le acque di scolo dei terreni e metteva in collegamento il lago Boccio con la palude castiglionese. Ciò permise anche di convertire parte dei terreni alla coltivazione della vite.
Nel corso dei secoli successivi le terre di Barbanella, così come altre della piana di Grosseto, finirono per essere acquisite da varie istituzioni ecclesiastiche, e infine allivellate il 30 marzo 1765 dagli amministratori dell'Opera di Santa Maria di Grosseto, che riunì alla proprietà del terreno il diritto di pascolo. Nel 1828 il granduca Leopoldo II di Lorena avviò la grande opera di bonifica per colmata del padule e fece realizzare il canale diversivo, apportando sostanziose migliorie per lo sviluppo agricolo della tenuta di Barbanella, che all'epoca apparteneva ai fratelli Antonio e Ubaldo Andreini, fatta eccezione per 3 ettari di prato con una casa di Giuseppe Ponticelli, e vi si trovavano «solo campi a lavorativo nudo, pasture e prati oltre a due case e ad una "casa per biforci"».
La tenuta fu acquistata nel 1855 dal barone Bettino Ricasoli, il quale investì numerose risorse nelle sperimentazioni agrarie su modello dello high farming anglosassone, con un sistema fortemente meccanizzato che tuttavia non riuscì a dare i frutti sperati. Dopo una serie di interventi fallimentari (come per esempio la coltivazione del cotone) che gli causarono grosse perdite economiche, Ricasoli ridusse la politica capitalistica della "gran coltura", impiegando i terreni per la semina del grano e piantando viti e olivi; agli inizi degli anni settanta abbandonò la conduzione diretta della tenuta, introducendo la mezzadria e dando avvio a un progetto di appoderamento e edificazione di case coloniche. Nel 1873 venne ultimato il fosso Beveraggio, che nascendo dalla diga della Steccaia attraversava il piano di Grosseto fino a irrigare i campi della tenuta.
Nel 1864 fu costruita la ferrovia che divise Barbanella dal centro storico cittadino. Nel corso del Novecento, grazie all'incremento demografico di Grosseto e il processo di industrializzazione della città, Barbanella fu inglobata all'interno della città, diventandone a tutti gli effetti un quartiere. Il primo nucleo urbano, sviluppatosi nelle campagne intorno alla storica fattoria, risale agli anni venti e trenta e corrisponde al villaggio di San Giuseppe, compreso tra via Nazario Sauro e via Fabio Massimo, in prossimità della ferrovia. L'espansione continuò con la costruzione di villette a schiera lungo la via Castiglionese nel 1938, le cosiddette "case minime" o "case del duce". Nel dopoguerra, nacquero le zone di edilizia popolare INA-Casa a nord di via Sauro tra il 1949 e il 1955, e nell'area compresa tra viale Giusti, viale Uranio, via Cavalcanti e via Pascoli, tra il 1955 e il 1962. Quartiere prevalentemente agricolo negli anni cinquanta, andò via via ad amalgamarsi sempre di più nell'area urbana di Grosseto, con la realizzazione di parrocchie, scuole, centri commerciali e impianti che lo resero parte viva della città.

## Monumenti e luoghi d'interesse

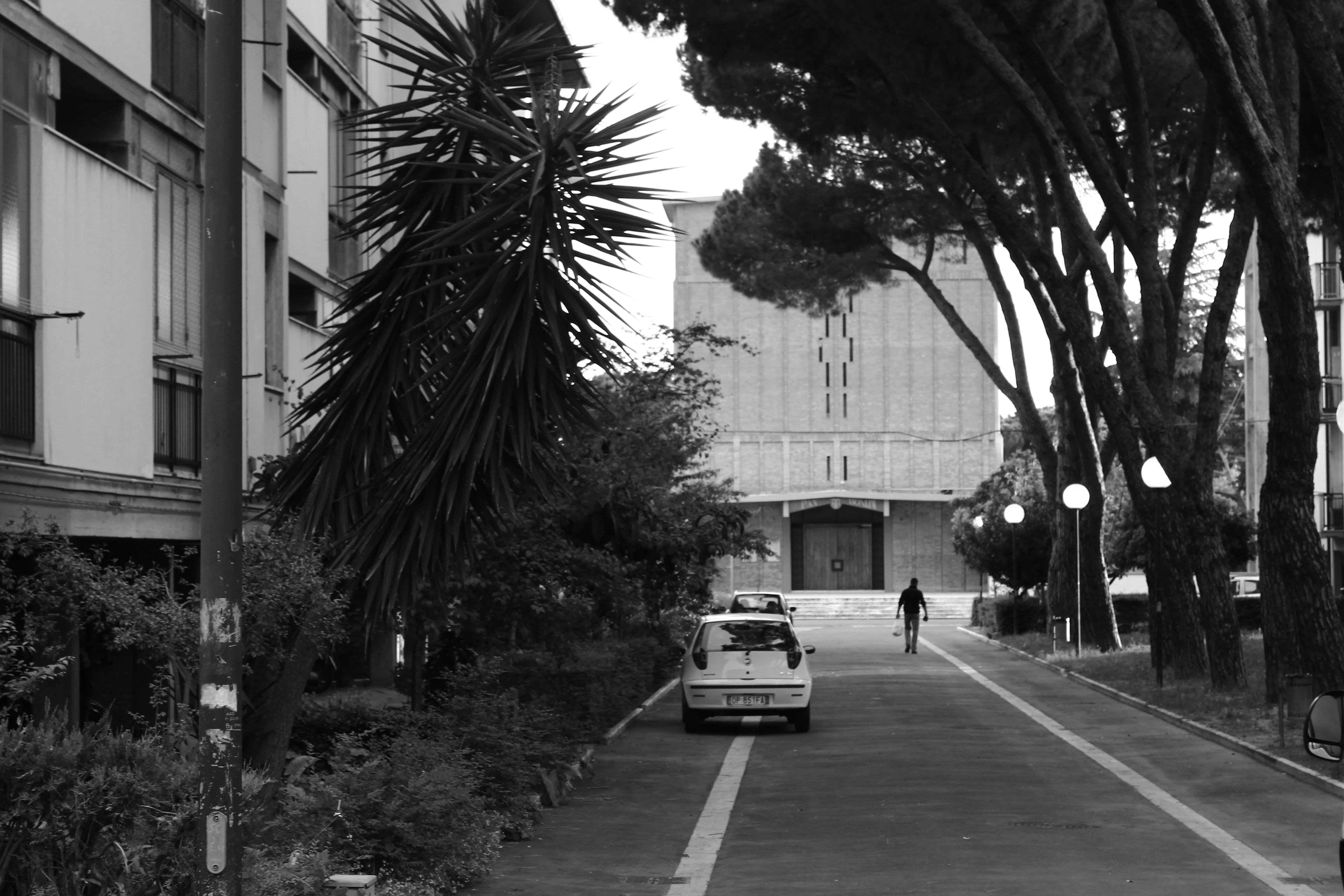
La chiesa di Santa Lucia

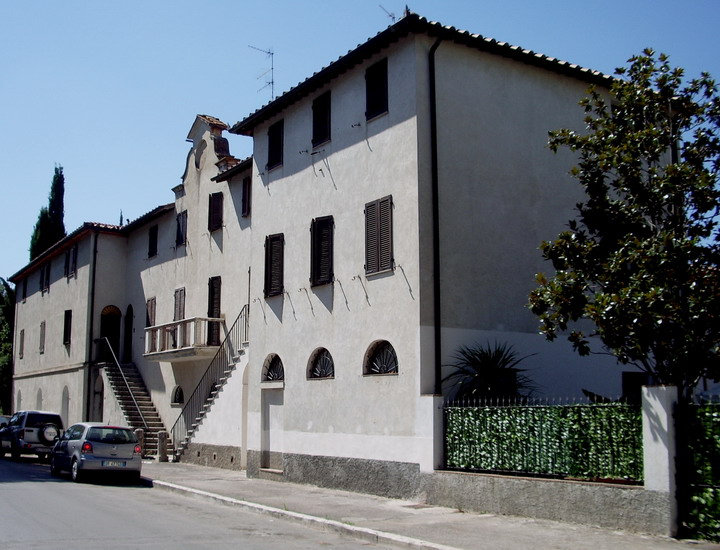
Villa Ricasoli

### Architetture religiose
Chiesa di San Giuseppe
La chiesa di San Giuseppe è la prima chiesa parrocchiale del quartiere, costruita dal 1935 al 1940, su progetto dell'ingegnere Ernesto Ganelli. La consacrazione ufficiale fu tenuta il 14 aprile 1940. Si presenta in un monumentale stile neoromanico.
Chiesa di Santa Lucia
La chiesa di Santa Lucia Vergine e Martire è la principale chiesa parrocchiale di Barbanella, situata in via Pirandello, ed è stata costruita nel 1968 su progetto degli architetti Ilo Dati, Franco Mazzucchi e Egisto Pierotti. La benedizione e la consacrazione dell'altare ebbero luogo il 4 ottobre 1969.

### Architetture civili
Villa Ricasoli
La fattoria di Barbanella, nota come villa Ricasoli, situata in via Giacosa, costituiva la residenza padronale della storica tenuta, proprietà del barone Bettino Ricasoli a partire dal 1855. Si presenta suddiviso in più unità abitative.
Palazzina Favi
La palazzina Favi è un edificio in stile neoclassico, con decorazioni liberty, situato in viale Etruria, di fronte al tracciato della ferrovia. Progettata da Ivaldo Reggiani, fu costruita nel 1912 come abitazione e negozio del commerciante Orazio Favi, ed è una delle primissime abitazioni private sorte nel quartiere di Barbanella. I prospetti, caratterizzati da cornici marcapiano, sono scanditi da tre fasce di finestre simmetriche su tutti i lati, mentre agli angoli del sottogronda si trovano mensole binate.
Silo del Consorzio Agrario
Il silo del Consorzio Agrario è un'imponente struttura del Consorzio Agrario Provinciale di Grosseto, fornito di attrezzature agricole, situato nei pressi della ferrovia tra via Etruria e viale Fabio Massimo. Costruito nel 1933, è alto 31,65 metri.

## Cultura

### Istruzione
Gli istituti scolastici del quartiere fatto tutti parte dell'Istituto comprensivo Grosseto 5, che include la scuola primaria "Renato Fucini" in via De Amicis, la scuola primaria "Paride Pascucci" in via Rovetta, la scuola media "Giambattista Vico" in viale Uranio, e le due scuole comunali dell'infanzia di via De Amicis e del Pollino.

### Media
Barbanella possiede la principale radio della città di Grosseto, la Radio Barbanella City (RBC Grosseto), fondata nel 1978 in via Gozzano, la cui area di copertura si estende all'intera provincia grossetana, comprese le isole del Giglio e dell'Elba, e parte della provincia di Viterbo.

## Geografia antropica
È possibile suddividere il quartiere Barbanella in zone che possiedono una fisionomia distinta e che però risultano complementari per la funzionalità dell'intero quartiere.
Barbanella
Il centro del quartiere è costituito dall'area che si sviluppa intorno alla storica fattoria di Villa Ricasoli. Il quartiere moderno fu realizzato tra il 1955 e il 1962, con la costruzione anche del primo grattacielo della città, conosciuto da tutti come "grattacielo di Barbanella". In quanto centro del quartiere risulta la zona più fornita di impianti e servizi, e qui si trova la chiesa parrocchiale di Santa Lucia Vergine e Martire.
San Giuseppe
La zona di San Giuseppe, conosciuto anche come Villaggio San Giuseppe o Villaggio Sauro, è uno dei primi agglomerati che sono sorti nel primo Novecento sostituendosi alla campagna. Il primo nucleo urbano, infatti, risale agli anni venti e trenta e corrisponde oggi all'agglomerato di edifici compresi tra via Sauro e via Fabio Massimo, in prossimità della ferrovia e avente come centro la piazza della chiesa di San Giuseppe, che dà il nome alla zona. Qui venne inoltre edificato nel 1933 il Consorzio agrario con l'imponente silo. L'urbanizzazione continuò successivamente con le costruzioni di edilizia popolare INA-Casa realizzate tra il 1949 e il 1955. La zona si sviluppa lungo l'asse di via Nazario Sauro, ma comprende anche l'area delimitata a est da via Etruria e dalla ferrovia, a sud da viale Telamonio e ad ovest da viale Giulio Cesare.
Tiro a Segno
La zona del Tiro a Segno è situata nella zona sud del quartiere, al confine con il quartiere Gorarella. È delimitata a sud da via Orcagna e viale Telamonio, a nord dalla via Castiglionese, ad est dal piccolo agglomerato INA-Casa del Villaggio Sauro e dalla ferrovia, e ad ovest dall'aeroporto cittadino. La zona prende il nome dal vecchio campo da tiro a segno, ridotti a ruderi, dove ha sede l'associazione nazionale di tiro a segno. Semplice appendice di Barbanella, la zona ha assunto maggiore identità nel corso degli anni novanta, con la costruzione di numerose abitazioni e ville e di un centro commerciale nel 2008. Nella zona sono state rinvenute, durante i lavori edilizi, alcune monete romane del I secolo a.C., oggi esposte al Museo archeologico e d'arte della Maremma.
Verde Maremma
La zona del Verde Maremma è un'area residenziale nata nel decennio dal 1975 al 1985, la cui espansione è poi continuata negli anni novanta fino alla costruzione del complesso residenziale Le Gemme terminato nel 2006. È delimitata a sud da via Castiglionese e dalla zona del Tiro a Segno, a est dalla campagna, a nord dalla via Aurelia nord e ad ovest dal centro di Barbanella, sviluppandosi lungo l'asse di viale Uranio.
Villaggio Azzurro
Il Villaggio Azzurro è un complesso di edifici realizzati per i militari dell'aeronautica. Si sviluppa nel reticolo di vie comprese tra viale Giusti e via Leopardi, di fronte alla ferrovia.
Zona industriale

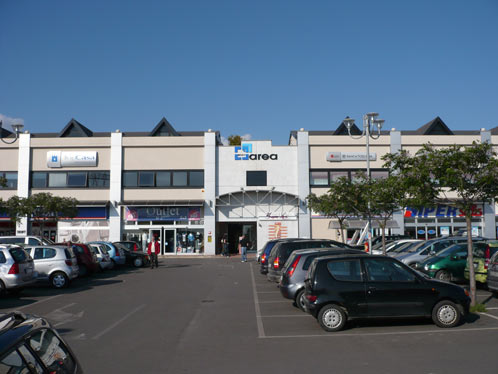
Shopping Center "Area Scav"

All'interno del quartiere Barbanella, si trova la principale zona industriale e di servizi della città di Grosseto. Qui hanno sede numerose aziende commerciali e stabilimenti di produzione, tra cui quello della Vemar. Nel 2004, sulla via Aurelia Nord, è stato inaugurato lo Shopping Center "Area Scav" su progetto e Direzione dei lavori dello Studio Tecnico Cappelli Associati, moderna struttura con grande dotazione di parcheggi che accoglie negozi, uffici ed attività di servizio.

## Infrastrutture e trasporti

### Strade statali
Il quartiere Barbanella è attraversato dal tracciato della ex strada statale 1 Via Aurelia ed è servito da un'uscita sulla superstrada Variante Aurelia, l'uscita "Grosseto Nord" collegata direttamente con la zona industriale.

### Odonomastica
Le zone del quartiere Barbanella sono facilmente individuabili dal nome di vie e piazze, poiché ognuna di loro è grossomodo riconoscibile per la suddivisione odonomastica. Le vie della zona centrale di Barbanella portano tutte la denominazione di poeti e scrittori dell'Ottocento (Giusti, De Amicis, Leopardi, Rovetta, Giacosa, Settembrini, Manzoni...), eccetto via Cavalcanti, dedicata al poeta fiorentino del Trecento; le vie del Verde Maremma e della zona industriale portano i nomi di gemme, metalli e minerali (Uranio, Mercurio, Quarzo, Topazio, Alabastro, Alluminio, Ambra...); il rione San Giuseppe e buona parte della zona Tiro a Segno hanno le vie dedicate a luoghi (Veio, Cosa, Clodia, Statonia, Ansedonia...) e personaggi (Giulio Cesare, Fabio Massimo, Curiazi, Orazi, Anco Marzio...) dell'Antica Roma, mentre alcune vie sono state intitolate a importanti personaggi locali (Bianciardi, Cassola, Pascucci, Faccendi, Consorti) e altre, distribuite in ordine sparso e presenti anche a Gorarella, ad alcune località della Maremma (Preselle, Gavorrano, Valpiana, Dogana, Pancole, Pian d'Alma).

### Aeroporti
A Barbanella si trova l'aeroporto Corrado Baccarini, sede del 4º Stormo dell'Aeronautica Militare.

## Amministrazione
Il quartiere dava il nome alla prima circoscrizione di decentramento comunale di Grosseto, che aveva sede in via Edmondo De Amicis. La circoscrizione amministrativa si estendeva su tutto il settore nord-occidentale del territorio comunale, comprendendo le località di Barbaruta, Casotto dei Pescatori, Cernaia, Marrucheto, Pollino, Poggetti, Rugginosa e il Posto Allevamento Quadrupedi.
Istituite nel 1977, le circoscrizioni sono poi state soppresse nel 2011.

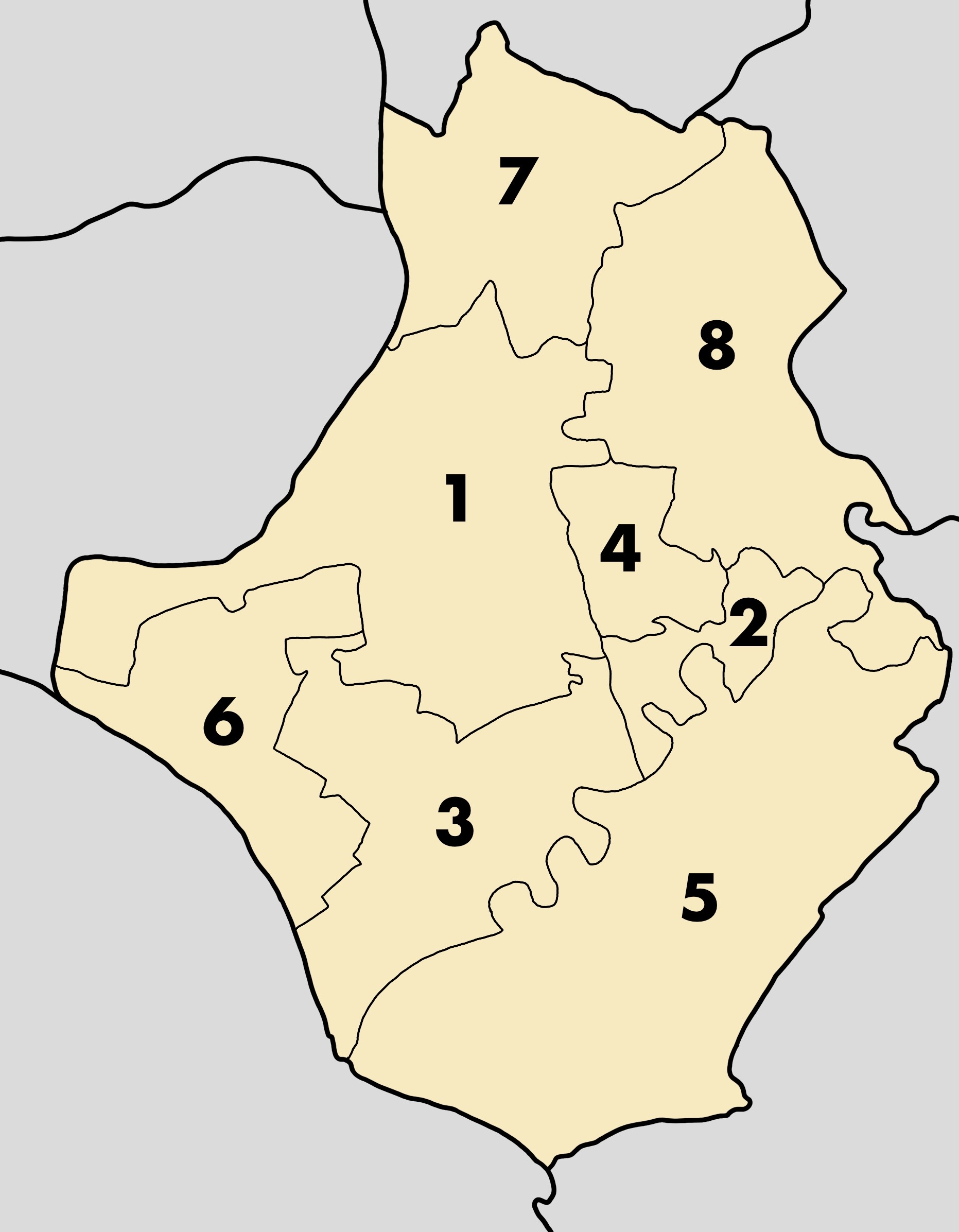
Le ex circoscrizioni di Grosseto
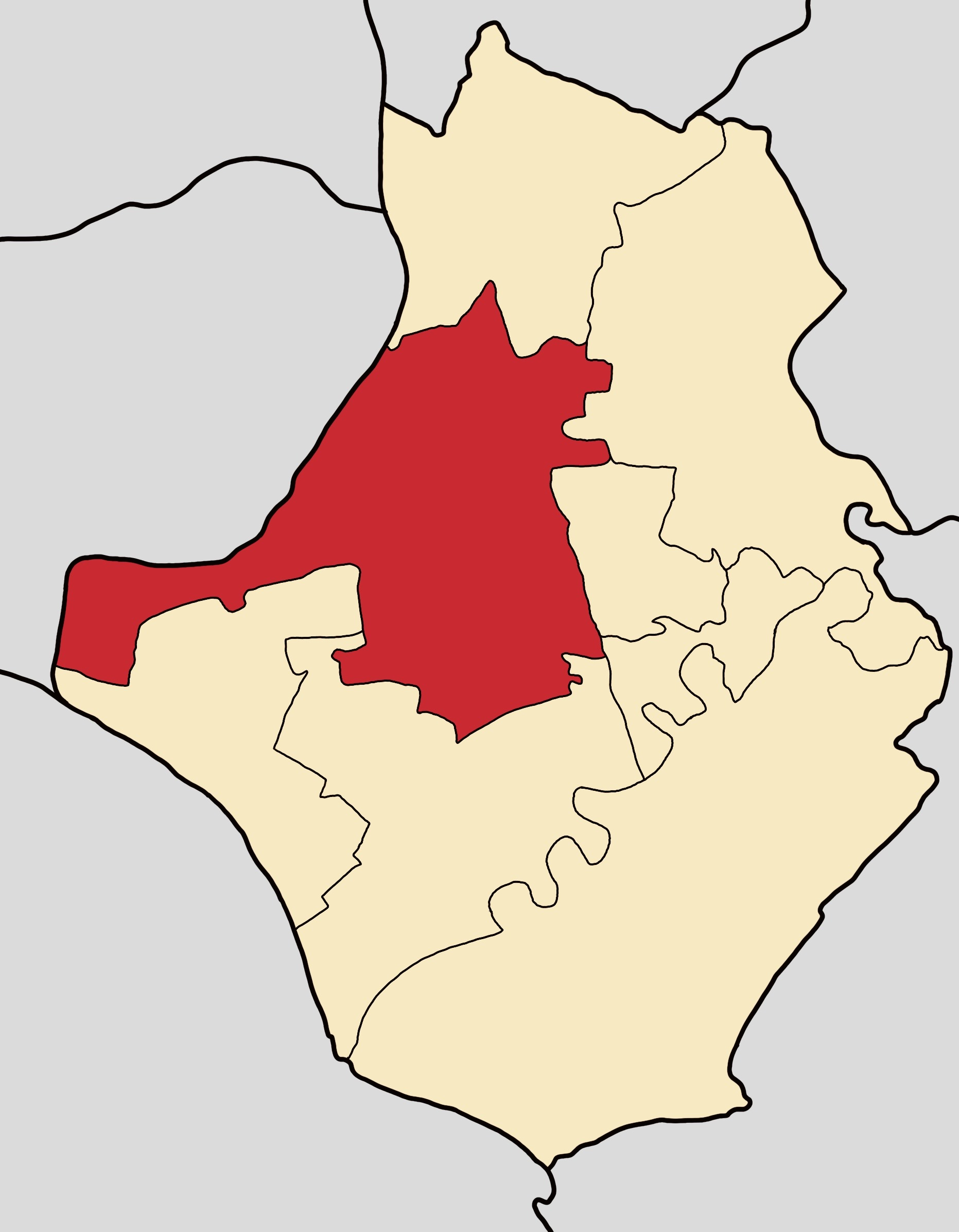
La circoscrizione 1 di Barbanella